# Српски сликари школовани у Прагу (1898—1927)
Српски сликари школовани у Прагу били су плајада младих уметника који је део свог ликовног усавршавања и стваралаштва везао за престижну Академију ликовних уметности и овај град у првим деценијама 20. века. У уписним књигама Академије ликовних уметности у Прагу из тог периода остала су записана бројна имена српских ученика који су, „захваљујући топлом пријему и одличном наставном плану, поставили чврсте темеље свог уметничког развоја”. Кроз бројна дела сачувана у многим приватним и државним колекцијама, и на повременим изложбама у Србији и иностранству, данас дела Српски сликари школованих у Прагу на најплеменитији начин потврђује добре српско-чешке уметничке везе, али и чини велику ствар — „враћајући тиме дуг Прагу и његовој Академији ликовних уметности за све што су у прошлости учинили за српске сликаре.”.

## Предуслови
И поред бројних потешкоћа који су имали Српски сликари за одлазак са брдовитог Балкана, за школовање у Прагу, било је неколико позитивних разлога:
- Академија ликовних уметности у Прагу (Akademie výtvarných umění v Praze), је била у том периоду једна од утицајних школа у педагошком, уметничком и нарочито у свесловенском деловању великог броја уметника с краја 19 и почетком 20. века.
- Град Праг важио је за један од центара европске културе, за који се тада говорило „да све што се у понедељак деси у Паризу, на ликовном плану, све се то у петак видело и у Прагу".
- Харизматична личност – чувеног космополите Влаха Буковца (1855–1922), који је непуне две деценије са видним успехом водио класу на прашкој академији и радо примао Србе „на школовање како код куће, тако и у атељеу."

## Први српски сликар школован у Прагу
Пре свих уметника који се школовао у Праг и његовој ликовној Академији, већ с краја 19. века (1898. године), био је:
Коста Миличевић (Село Врака, 1877 — 1920, Београд), који се на Академија ликовних уметности у Прагу школовао 1898 у класи проф. Vojtěch-а Hynais-а). За ово школовање одлучио се након што је прихватио савет свог првог београдског учитеља сликарства Кирила Кутлика.
У Прагу је Коста Миличевић изучио историјско сликарство, током шестомесечних студија код угледних професора Вацлава Брожика (1851 — 1901) и Војтеха Хинаиса (1854 — 1925). Од њих је Коста стекао знање и сигурност који су му били неопходни за даље стваралаштво.
Праг је напустио након што је осетио да му Минхен може пружити више у даљем усавешавању ликовне уметности.

## Сликари и графичари школовани у Прагу пре Великог рата
Код Буковца су до Првог светског рата учили многи српски и други јужнословенски сликари, који су потом остварили завидне каријере под снажним утицајем Буковчевог сликарства, који их је као искусан, строг, али правичан педагог, саветовао да не опонашају никог и да, посматрајући природу и сликајући у природи, развију сопствени ликовни језик. Међу њима су били:
Перо Поповић (Приједор, 1881–1941, Сарајево) — Академија ликовних уметности у Прагу: 1905–1907 (проф. Влахо Буковац, пет семестара); 1907/08 (проф. František Ženíšek) Он је сликајући актове и портете, и поред савета Буковца да то не чини, у једном периоду свог ликовног стваралаштва дословно опонашао Буковчеву палету и манир,
Тодор Швракић (Приједор, 1882–1931, Сарајево) — Академија ликовних уметности у Прагу: 1905–1907 (проф. Влахо Буковац, пет семестара) ; 1907–1910 (проф. František Ženíšek). Са 16 година дошао је у Београд где је учио приватну сликарску школу Ристе и Бете Вукановић. Школовање је продужио код Паје Јовановића у Бечу, а касније и у Прагу. Године 1911. године у Сарајеву је отворио сликарску школу, прву те врсте у Босни и Херцеговини. Радио је композиције портрете и пејзаже, од којих је најпознатији званични и једини портрет Николе Пашића, председника Владе Краљевине Југославије. Излагао је 1911. године у Прагу, на свим изложбама „Медулића“, у Риму 1911. године и на свим југословенским изложбама између два рата. Сматран је једним од најбољих српских акварелиста.
Бранко Радуловић (Мостар, 1885–1916, Скопље) — Академија ликовних уметности похађао је у Прагу: 1905 (приватна школа Karel Reisner); 1906–1908 (проф. Влахо Буковац); 1908–1910 (проф. František Ženíšek). Овај рано преминули сликар у једном периоду свог стваралаштва такође као и Перо Поповић, дословно је опонашао Буковчеву палету и манир. Нека његова дела рађена почетком друге деценије 20. века међу најбољим су примерима импресионизма у босанскохерцеговачком сликарству. Сликао је мотиве из Прага, Мостара и Париза. Његове портрете одликује профињеност и складан колорит. Био је заступљен на изложби „Пленериста“ у Београду 1960.
Ова тројица сликара осим код Буковца школовала су се и код професор Франтишек Женишека код кога су се студенти, између осталог, припремали и за велике историјске композиције.
Владимир Новосел (Дробњак, 1883–1961, Београд) — Академија ликовних уметности у Прагу студирао је од 1905. до 1907. гоодине код проф. Влаха Буковца и проф. Bohumil Roubalík; а од 1907. до 1910. године код проф. Rudolfа Ottenfeldа
Михајло Миловановић (Гостиница, 1879–1941, Ужице) — Специјализација у Прагу: 1913/14. Овај сликар је школујући се у стилу Буховца и Женишека, успео је да ступи на Академију пред Први светски рат, тако да је убрзо по избијању рата прекинуо школовање и отишао на фронт. У Великом рату стекао је звање Српског ратног сликара, и носио га поносно све до трагичне смрти 1941. године.
Александар Шаца Лазаревић (Београд, 1888–1914, Гукош) — Академија ликовних уметности у Прагу: 1908/09 (проф. Rudolf Ottenfeld, зимски семестар); 1910—1913. године (проф. Франтишек Женишек, пет семестара)
Љубиша Валић (Пожаревац, 1873–1950, Женева) — Академија ликовних уметности у Прагу: 1903.—1904. године (проф. Влахо Буковац).
Бранко Јевтић (Београд, 1887–1916, Битољ) — Академија ликовних уметности у Прагу: 1905/06 (проф. Влахо Буковац); 1906–1910. године (проф. Bohumil Roubalík и проф. Rudolf Ottenfeld); 1910—1911 (проф. Франтишек Женишек)
Милан Арсић Даскало (Крагујевац, 1885–1936, Београд) — Академију ликовних уметности у Прагу студирао је од 1908. до 1910. године, II семестар 1913. године (код проф. Франтишек Женишек, пет семестара) и од 1921. до 1922. године (код проф. Karel Krattner)
Милош Голубовић (Крагујевац, 1888–1961, Београд) — Академија ликовних уметности у Прагу: 1910/11 (проф. Франтишек Женишек)

## Сликари и графичари школовани у Прагу у време Великог рата
У време Првог светског рата у Прагу су се школовали ови сликари и графичари:
Јован Бијелић (Ревеник, 1886–1964, Београд) — Академија ликовних уметности у Прагу: 1914—1915. године (проф. Влахо Буковац) . Овај Србин из Ревеника код Босанског Петровца, тражећи спас од регрутовања у аустроугарској војсци започео је школовање на Академији у Прагу, код Влаха Буковца. Потом је две године учио сликање код Чеха Јана Карела Јановског. Године 1909. отишао је у Краков, где је уписао Академију ликовних уметности и на њој се школовао до 1913. године. Потом је отишао у Праг где је је студирао на тамошњој Академији. Од 1919. године живео је и стварао у Београду као познат и изврстан педагог. Кроз његов атеље прошла је читава плејада младих српских сликара. Између два светска рата Бијелић је учествовао на свим важнијим југословенским изложбама у земљи и иностранству.
Макса Швабински (1873–1962) — студирао је графику код Аугуста Бремзеа (1873–1925)
Стојан Аралица (Шкаре, 1883–1980, Београд) — Академија ликовних уметности у Прагу: 1916/17 (графика проф. August Brömse). Овај Србин из Лике, пре доласка у Праг већ је иза себе имао добро знање стечено четворогодишњим боравком на минхенској ликовној академији,
Миленко Д. Ђурић (Земун, 1894–1945, Загреб) — Академија ликовних уметности у Прагу: 1916/17 (проф. Maxmilián Pirner); 1917/18 (проф. Франтишек Женишек, и проф. Макс Швабински).
Милан Коњовић (Сомбор, 1898–1993, Сомбор) — Академија ликовних уметности у Прагу: 1918/19 (летњи семестар проф. Влахо Буковац); 1919/20 (проф. Влахо Буковац); 1920/21 (JanZrzavý, приватни атеље).

## Сликари и графичари школовани у Прагу након Великог рата
Након Првог светског рата у Прагу су се школовали ови сликари и графичари:
Коста Хакман (Босанска Крупа, 1889–1961, Опатија) — Академија ликовних уметности у Прагу: 1919/20 (проф. Влахо Буковац и проф. Josef Loukota). Након студија на Ликовној академији у Прагу, усавршавање је наставио у Бечу, Кракову и Паризу. Од 1930. године радио је као професор цртања на архитектонском одсеку Техничког факултета у Београду, а затим и као професор на Академији ликовних уметности. Главни део његовог опуса чине пејзажи, мртве природе и ентеријери у духу „поетског реализма“. Бавио се графиком. Самостално је излагао у Београду (1929, 1931, и 1936). Посмртна изложба му је приређена у Београду 1963. године.
Стеван Чалић (Купиново, 1892–1943, Шабац) — Академија ликовних уметности у Прагу: 1919/20, 1920/21 (проф. Влахо Буковац); 1921–1924 (проф. Franz Thiele)
Босиљка Валић (Велико Градиште, 1897–1971, Београд) — Академија ликовних уметности у Прагу: 1919–1922 (проф. Влахо Буковац, шест семестара); 1922–1924 (проф. Maxmilián Pirner, четири семестра); 1924–1925 уписана, али није похађала; 1925/26 (проф. Vojtěch Hynais)
Душан Адамовић (Сански Мост, 1893–1975, Ниш) — Академија ликовних уметности у Прагу: 1920–1923 (проф. Vojtěch Hynais)
Иван Радовић (Вршац, 1894–1973, Београд) — Академија ликовних уметности у Прагу: 1919/20 (проф. Josef Loukota и проф. Влахо Буковац)
Лукијан Бибић (Сремска Митровица, 1898–1962, Београд) — Академија ликовних уметности у Прагу: 1925–1927 (проф. Karel Krattner)
Владимир Новосел (Дробњак, 1883–1961, Београд) — Академија ликовних уметности у Прагу: 1905–1907 (проф. Влахо Буковац и проф. Bohumil Roubalík); 1907–1910 (проф. Rudolf Ottenfeld)
Јованка Марковић, Страјнић (Земун, 1883—1970, Дубровник) — специјализација у Прагу од 1924. до 1928. године.
У ову групу спада још неколицина сликарки и сликара за чијим делима још трага, иако су својим радом оставила известан траг у историји сликарства 20. века, „по свему завређују да буду уврштена у све будуће прегледе српских сликара школованих у Прагу.”